# 882
882 (DCCCLXXXII) je bilo navadno leto, ki se je po julijanskem koledarju začelo na ponedeljek.

## Dogodki
- 1. januar

## Rojstva
Neznan datum
- Sadja ben Jožef, tudi Sadja Gaon, arabski judovski teolog, rabin, filozof, lingvist († 942)

## Smrti
- 20. januar - Ludvik Mlajši, kralj Saške (* 830. leta)
- 5. avgust - Ludvik III. Francoski  (* okoli 864)

Neznan datum
- Askold in Dir, prva dokumetirana vladarja Kijeva (* ni znano)